# Aucacris bullocki
Aucacris bullocki is een rechtvleugelig insect uit de familie Ommexechidae. De wetenschappelijke naam van deze soort is voor het eerst geldig gepubliceerd in 1943 door Rehn.